# Capillipedium sulcatum
Capillipedium sulcatum är en gräsart som beskrevs av Norman Loftus Bor. Capillipedium sulcatum ingår i släktet Capillipedium och familjen gräs.
Artens utbredningsområde är Thailand. Inga underarter finns listade i Catalogue of Life.